# Czesław Chludziński
Czesław Chludziński (ur. 22 czerwca 1905 w Pniewach, zm. wiosną 1940 w Charkowie) – podporucznik piechoty rezerwy Wojska Polskiego, aspirant Straży Granicznej, ofiara zbrodni katyńskiej.

## Życiorys
Urodził się w Pniewie, w rodzinie Aleksandra i Marii z Kozłowskich.
Na stopień podporucznika został mianowany ze starszeństwem z 1 stycznia 1931 i 1018. lokatą w korpusie oficerów rezerwy piechoty. W 1934, jako oficer rezerwy pozostawał w ewidencji Powiatowej Komendy Uzupełnień Tarnowskie Góry. Posiadał przydział do Oficerskiej Kadry Okręgowej Nr V. Był wówczas grupie oficerów „pełniących służbę w Straży Granicznej”.
W pierwszych dniach kampanii wrześniowej 1939 brał udział w bitwie pod Węgierską Górką, dowodząc schronem „Wąwóz” 151 kompanii fortecznej „Węgierska Górka”. Po agresji ZSRR na Polskę w nieznanych okolicznościach dostał się do niewoli sowieckiej. Przebywał w obozie w Starobielsku. Wiosną 1940 został zamordowany przez funkcjonariuszy NKWD w Charkowiej i pogrzebany potajemnie w bezimiennej mogile zbiorowej w Piatichatkach, gdzie od 17 czerwca 2000 mieści się oficjalnie Cmentarz Ofiar Totalitaryzmu w Charkowie. Figuruje na Liście Starobielskiej NKWD, pod poz. 3498.

## Upamiętnienie
- 5 października 2007 minister obrony narodowej Aleksander Szczygło mianował go pośmiertnie na stopień kapitana[9][10][11]. Awans został ogłoszony 9 listopada 2007 w Warszawie, w trakcie uroczystości „Katyń Pamiętamy – Uczcijmy Pamięć Bohaterów”[12][13][14].